# Badegisl
Badegisl was hofmeier onder koning Chilperic I (561-584). Hij was gehuwd met een vrouw genaamd Magnatrudis maar werd in 581 toch bisschop van Le Mans. Hij wordt meerdere malen genoemd door Gregorius van Tours in zijn boek Historiën. Deze beschrijft hoe in 581 in eerste instantie abt Theodulf werd aangewezen als opvolger van de zieke bisschop Domnolus. Deze Domnolus was sinds 559 bisschop van Bisdom Le Mans. Na in eerste instantie akkoord te gaan met de benoeming van Theodulf veranderde koning Chilperic I van gedachten en benoemde Badegisl tot bisschop. Volgens Gregorius van Tours was hij een hardvochtig man die beslag legde op eigendommen van vele mensen of die gewoon roofde. In het vijfde jaar van zijn episcopaat bood hij de inwoners van Le Mans een groot feest aan. Tijdens dit feest kreeg hij echter hoge koorts en overleed kort daarna.

## Beknopte bibliografie
- K. Selle-Hosbach, Prosopographie Merowingischer Amtsträger in der zeit von 511-613, Bonn, 1974, p. 53.
- Gregorius van Tours, Historiën, Baarn, 1994, pp 371-372, 485-486, 558-559